# Vásári Mónika
Vásári Mónika (Budapest, 1962. december 22. –) Jászai Mari-díjas magyar színésznő.

## Életpályája
14 éves koráig a Magyar Állami Operaház kórusának tagja volt, közben 7 évig hegedült. A Bartók Béla Zeneművészeti Szakközépiskolában érettségizett, ahol tanára volt Fábry Edit.
1986-ban végzett a Színház- és Filmművészeti Főiskola operett–musical szakán. Diplomaszerzése után egy évadot a Szegedi Nemzeti Színházban töltött, majd 1987–2008 között a Budapesti Operettszínház tagja lett. 2008–2011 között a Soproni Petőfi Színház tagja, majd 2011-től szabadúszó, ismét rendszeresen szerepel a Budapesti Operettszínházban. Mellette rendszeresen fellép a Turay Ida Színház és a Spirit Színház előadásaiban is.
28 évig élt házasságban Kőszegi Ákos színésszel. Két fiuk született: Bendegúz és Soma.

## Fontosabb színházi szerepei
- Johann Strauss: A denevér... Adél; Ida
- Johann Strauss: Egy éj Velencében... Ciboletta
- Johann Strauss: A cigánybáró... Arzéna
- Carlo Goldoni: Két úr szolgája... Smeraldina, Clarice szobalánya
- Eugène Scribe: Egy pohár víz... Abigail
- Leonard Gershe: A pillangók szabadok... Jill Tanner
- Oscar Wilde: Dorian Gray...
- Oscar Wilde: Lady Windermere ... Mrs. Sybil Vane
- Hervé: Nebáncsvirág... Denise
- Sólem Aléchem – Jerry Bock: Hegedűs a háztetőn... Hódel; Chava
- Leonard Bernstein: West Side Story... Maria
- Claude-Michel Schönberg – Alain Boublil: Miss Saigon... Kim
- Hubay Miklós – Ránki György – Vas István: Egy szerelem három éjszakája... Júlia
- Ránki György - Romhányi József: Muzsikus Péter kalandja... Muzsikus Péter
- Gerome Ragni – Galt MacDermot: Hair... Sheila
- George Gershwin: Bolondulok érted... Iréne
- Peter Stone – Jule Styne – Bob Merill: Van aki forrón szereti... Sweet Sue
- Madarász Iván: Robin Hood... Marianne
- Békés József – Heilig Gábor – Horváth Attila: Császárok... Jutka
- Kálmán Imre: Csárdáskirálynő... Sylvia; Stázi
- Kálmán Imre: Marica grófnő... Marica
- Kálmán Imre: A cirkuszhercegnő... Miss Mabel
- Kálmán Imre: A montmartre-i ibolya... Ninon, színésznő
- Kálmán Imre: A chicagói hercegnő... Apácafőnöknő
- Ábrahám Pál: Viktória... Lia San
- Ábrahám Pál: Hawaii rózsája... Susanne Provance, énekesnő
- Huszka Jenő: Mária főhadnagy... Lebstück Mária; Panni
- Huszka Jenő: Lili bárónő... Lili
- Huszka Jenő: Bob herceg... Viktória hercegnő
- Huszka Jenő: Gül Baba... Zaida
- Jacobi Viktor: Sybill... Charlotte
- Lehár Ferenc: A víg özvegy... Valencienne; Olga; Sylviane
- Lehár Ferenc: Cigányszerelem... Jolán
- Lehár Ferenc: Luxemburg grófja... Juliette
- Lehár Ferenc: A mosoly országa... Amália
- Eisemann Mihály – Szilágyi László: Én és a kisöcsém... Vadász Frici
- Eisemann Mihály - Szilágyi László: Zsákbamacska... Kovács Sári
- Eisemann Mihály – Békeffi István: Egy csók és más semmi... Annie
- Szirmai Albert – Bakonyi Károly – Gábor Andor: Mágnás Miska...  Rolla grófnő
- Arthur Freed – Betty Comden – Adolph Green – Nacio Herb Brown: Ének az esőben... Kathy Selden
- Howard Lindsay – Russel Crouse – Richard Rodgers – Oscar Hammerstein: A muzsika hangja... Maria Rainer; Zsófia nővér
- Steve Margoshes – Jose Fernandez – Jacques Levy: Fame... Miss Bell
- Schönthan testvérek – Kellér Dezső – Horváth Jenő – Szenes Iván: A szabin nők elrablása... Irma
- Müller Péter – Tolcsvay László – Müller Péter Sziámi: Isten pénze... Mosónő
- Szabó Magda – Kocsák Tibor – Miklós Tibor: Abigél... Hajdú tanárnő
- Ernst Nebhut: Párizsi éjszakák... Karin Venergren
- Noël Coward: Mézeshetek... Anna
- Georg Kreisler: Lola Blau... Lola Blau
- Ken Ludwig: Mi van a szoknya alatt? avagy a káprázatos kisasszonyok... Kate
- Jacques Deval: A potyautas... Martine
- Edward Knoblauch: A faun... Lady Alexandra Vancey
- Richard Harris: Csupa balláb... Mavis
- Ken Kesey – Dale Wasserman: Kakukkfészek...
- Jake Perrine: VAMP, a vámpírmusical... Alexandra
- Raymond Cousse: Nyuszi a fazékban... Juliska
- Tudor Mușatescu: Titanic keringő... Szobalány
- Gárdonyi Géza: Hosszúhajú veszedelem... Jolán; Cigányasszony; Márta
- Madách Imre: Az ember tragédiája... Másik Éva
- Móricz Zsigmond: Nem élhetek muzsikaszó nélkül... Pólika
- Nemes Nagy Ágnes: Bors néni... Lackó; Nyúl Elek; Medúza
- Szakonyi Károly: Adáshiba... Saci
- Hunyady Sándor: A vörös lámpás ház... Bella
- Vámos Miklós: Világszezon... Antónia, 18 körül
- Pozsgai Zsolt: Égi szerelem... Isabelle bárókisasszony
- Topolcsányi Laura: A holló árnyékában... Beatrix
- Topolcsányi Laura: Csillagok közt... Szeleczky Zita
- Topolcsányi Laura: Ikrek előnyben... Nina
- Topolcsányi Laura: Doktornők... Zita nővér
- Topolcsányi Laura: A vörös lámpás ház... Mata Mari
- Topolcsányi Laura: Csakazértis szerelem... Klári
- Márai Sándor – Pataki Éva: Eszter hagyatéka... Olga, elvált nő
- Alan Menken: Apáca Show... Mary Marton Of Tours
- Alan Menken – Howard Ashman – Tim Rice – Linda Woolverton: A szépség és a Szörnyeteg... Madame de la Nagy Böhöm

## Filmek, tv
- Császárok (1983)... Jutka
- Fortunio dala (1984)
- Kártyaaffér hölgykörökben (1987)... Eladónő
- Én és a kisöcsém (1989)... Kelemen Kató (énekhang)
- Erdök szép virága (1990)... Udvarhölgy
- Ujjé a Ligetben... (1995)
- Doktor Balaton (2020–)... Aranka

## Díjai, elismerései
- Szeleczky Zita-díj (2019)[5]
- Jászai Mari-díj (2023)